# Carlo Cannella
Carlo Cannella (Roma, 21 ottobre 1943 – Roma, 23 febbraio 2011) è stato un nutrizionista italiano.

## Biografia
Nato a Roma, studiò alla Sapienza, in cui diventerà professore ordinario di Scienza dell'Alimentazione.
Nel 1995 diventa membro dell'Accademia Romana di Scienze Mediche e Biologiche e, nello stesso anno, diventa consulente di Rai 1 per la trasmissione Superquark condotta da Piero Angela. Ha anche collaborato con il TG2 Salute. Inoltre è stato presidente dell'Istituto Nazionale di Ricerca per gli Alimenti e la Nutrizione (INRAN) e ha collaborato con il Ministero delle politiche agricole alimentari e forestali, tanto che il giorno della sua morte, a 67 anni, è stato ricordato dal ministro Giancarlo Galan. Dal 2007 al 2009 ha fatto anche parte del Consiglio superiore di sanità..